# Uncle Sam (film)
Pour l’article homonyme, voir Oncle Sam.
Pour plus de détails, voir Fiche technique et Distribution.
Uncle Sam est un film d'horreur américain réalisé par William Lustig et sorti en 1997.

## Synopsis
Sam Harper, un sergent de l’armée américaine, est retrouvé mort au Koweït après un tir ami. Quelques semaines plus tard, son corps est rapatrié dans sa ville natale. Son cercueil est provisoirement placé dans la maison de sa sœur où son neveu, Jody, considère son oncle Sam comme un héros. À l’approche du Jour de l'Indépendance, Sam revient d’entre les morts, arborant un costume de l'Oncle Sam, pour punir tous ceux qui n’apprécient pas les valeurs de l’Amérique.

## Fiche technique
- Titre original : Uncle Sam
- Réalisation : William Lustig
- Scénario : Larry Cohen
- Musique : Mark Governor
- Photographie : James A. Lebovitz
- Montage : Bob Murawski
- Décors : Piper Ferguson
- Costumes : Amy Wetherbee
- Production : George G. Braunstein, Don Daniel et Gina Fortunato
- Budget : 2 million de dollars
- Pays de production :  États-Unis
- Format : Couleurs - 2,35:1 - stereo - 35 mm
- Genre : horreur (slasher), comédie noire, fantastique
- Durée : 89 minutes
- Date de sortie :
  - États-Unis : 4 juillet 1997 (en VHS)
- Interdit aux moins de 12 ans

## Distribution
- David "Shark" Fralick (en) : Sam Harper
- Christopher Ogden : Jody Baker
- Leslie Neale : Sally Baker
- Anne Tremko : Louise Harper
- Isaac Hayes : sergent Jed Crowley
- Tim Grimm : Ralph
- Timothy Bottoms : Donald Crandall
- P. J. Soles : Madge Cronin
- William Smith : le major
- Matthew Flint : Phil Burke
- Bo Hopkins : le sergent Twining
- Tom McFadden : Mac Cronin
- Zachary McLemore : Barry Cronin
- Robert Forster : Alvin Cummings
- Morgan Paull : le maire
- Raquel Alessi : une étudiante
- Stanton Barrett : Clete

## Production
Le tournage a lieu en Californie, à La Verne et Sierra Madre.